# Tacoma
Tacoma è un comune (city) degli Stati Uniti d'America e capoluogo della contea di Pierce nello Stato di Washington. La popolazione era di 196 520 abitanti al censimento del 2018, il che la rende la terza città più popolosa dello stato.

## Geografia
La città è sullo stretto di Puget di Washington, 32 miglia (51 km) a sud-ovest di Seattle, 31 miglia (50 km) a nord-est della capitale statale, Olympia, e 58 miglia (93 km) a nord-ovest del parco nazionale del Monte Rainier. Tacoma funge anche da centro di attività commerciali per la regione del South Sound, che ha una popolazione di circa 1 milione.

## Storia
Tacoma ha preso il nome dal vicino Monte Rainier, in origine chiamato Takhoma o Tahoma. È conosciuta localmente come "City of Destiny" (città del destino) perché l'area fu scelta come capolinea occidentale della Northern Pacific Railway nel tardo XIX secolo. La decisione della ferrovia è stata influenzata dal vicino porto in acque profonde di Tacoma, Commencement Bay. Collegando la baia con la ferrovia, il motto di Tacoma divenne "quando le rotaie incontrano le vele". Commencement Bay serve il porto di Tacoma, un centro di commercio internazionale sulla costa del Pacifico e il più grande porto dello stato di Washington.
Tacoma acquisì notorietà nel 1940 a causa del crollo improvviso dell'omonimo ponte. Come la maggior parte delle città centrali, subì successivamente un prolungato declino a metà del XX secolo a causa della suburbanizzazione e disinvestimento. Dagli anni 1990, gli sviluppi nel nucleo centrale includono l'Università di Washington Tacoma; Tacoma Link, il primo moderno servizio di metrotranvia dello stato; la più alta densità di musei d'arte e storia dello stato; e un lungomare urbano restaurato, il Thea Foss Waterway. Quartieri come il 6th Avenue District sono stati rivitalizzati.
Tacoma è stata nominata una delle aree più vivibili degli Stati Uniti. Nel 2006, Tacoma è stata elencata come una delle città "più percorribili" del paese. Nello stesso anno la rivista femminile Self nominò Tacoma "la città più sessualmente sana" degli Stati Uniti.

## Geografia fisica
Tacoma è situata a 47°14′29″N 122°27′34″W (47.241371, −122.459389).
Secondo lo United States Census Bureau, ha un'area totale di 62,34 mi² (161,46 km²).

## Società

### Evoluzione demografica
Secondo il censimento del 2010, la popolazione era di 198 397 abitanti.
In base agli ultimi dati del 2018, la città ha 196 520 abitanti.

### Etnie e minoranze straniere
Secondo il censimento del 2010, la composizione etnica della città era formata dal 64,85% di bianchi, l'11,19% di afroamericani, l'1,84% di nativi americani, l'8,20% di asiatici, l'1,24% di oceaniani, il 4,62% di altre razze, e l'8,05% di due o più etnie. Ispanici o latinos di qualunque razza erano l'11,29% della popolazione.

## Amministrazione

### Gemellaggi
- Ålesund, dal 1986;
- Biot, dal 2012;
- Boca del Río, dal 2016;
- Brovary, dal 2017;
- Cienfuegos, dal 2000;
- Davao, dal 1994;
- El Jadida, dal 2007;
- Fuzhou, dal 1994;
- George, dal 1997;
- Gunsan, dal 1978;
- Kiryat Motzkin, dal 1979;
- Kitakyūshū, dal 1959;
- Taichung, dal 2000;
- Vladivostok, dal 1992